# Чернь новозеландська
Чернь новозеландська (Aythya novaeseelandiae) — вид водних птахів родини качкових (Anatidae). Ендемік Нової Зеландії.

## Поширення
Населяє глибокі прісні внутрішні водойми на Північному та Південному островах. Є осілим видом і не мігрує регулярно, лише змінюючи водойми протягом зими, якщо вони замерзають.

## Опис
Тіло завдовжки від 40 до 46 см. Самець має чорно-коричневе оперення. Його голова практично чорна з зеленими відблисками, а очі інтенсивно-жовті. Самиця має однорідніші темно-коричневі тони, з карими очима, а в період розмноження може мати білу пляму навколо основи дзьоба. В обох статей на махових перах є біла смуга, яка помітна лише тоді, коли вони розправляють крила.

## Спосіб життя
Гніздиться з жовтня по березень. Самиця відкладає п'ять-вісім кремових або білих яєць. Гнізда будує біля води, часто на схилах берегів. Гніздо вкрите травою. Пташенята вилуплюються через чотири тижні після відкладання і майже відразу здатні пірнати в пошуках їжі.